# 班杜雷
50°15′9″N 34°39′34″E / 50.25250°N 34.65944°E
班杜雷（烏克蘭語：Бандури）是位於烏克蘭東北部的村莊，由蘇梅州奧赫特爾卡區的赫倫市鎮負責管轄。該村處於格倫河左岸，毗鄰比達尼、雷巴利斯凱和沙波瓦利夫卡，海拔高度193米，2001年人口168。